# Ruanda az olimpiai játékokon
Ruanda 1984-ben vett részt első alkalommal az olimpiai játékokon, és azóta minden nyári sportünnepre küldött sportolókat, de sosem szerepelt még a téli olimpiai játékokon.
Ruanda egyetlen olimpikonja sem szerzett még érmet.
A Ruandai Nemzeti Olimpiai és Sportbizottság 1984-ben alakult meg, a NOB még abban az évben felvette tagjai közé.